# Mixibius
Mixibius là một chi của ngành Tardigrada trong lớp Eutardigrada.

## Các loài[1]
- Mixibius fueginus Pilato and Binda, 1996
- Mixibius ninguidus Biserov, 1999
- Mixibius ornatus Pilato, Binda, Napolitano and Moncada, 2002
- Mixibius saracenus (Pilato, 1973)
- Mixibius sutirae Pilato, Binda and Lisi, 2004